# Pożary w Kalifornii (2025)
Pożary w Kalifornii – seria pożarów, które nawiedziły obszar metropolitalny Los Angeles i otaczające go regiony w styczniu 2025 roku.
Pożary pojawiły się 7 stycznia 2025 roku i zakończyły 31 stycznia. Zginęło 28 osób, a nakazem ewakuacji zostało objętych prawie 200 000 mieszkańców, zagrożonych jest 57 000 obiektów.

## Przyczyny powstania pożarów

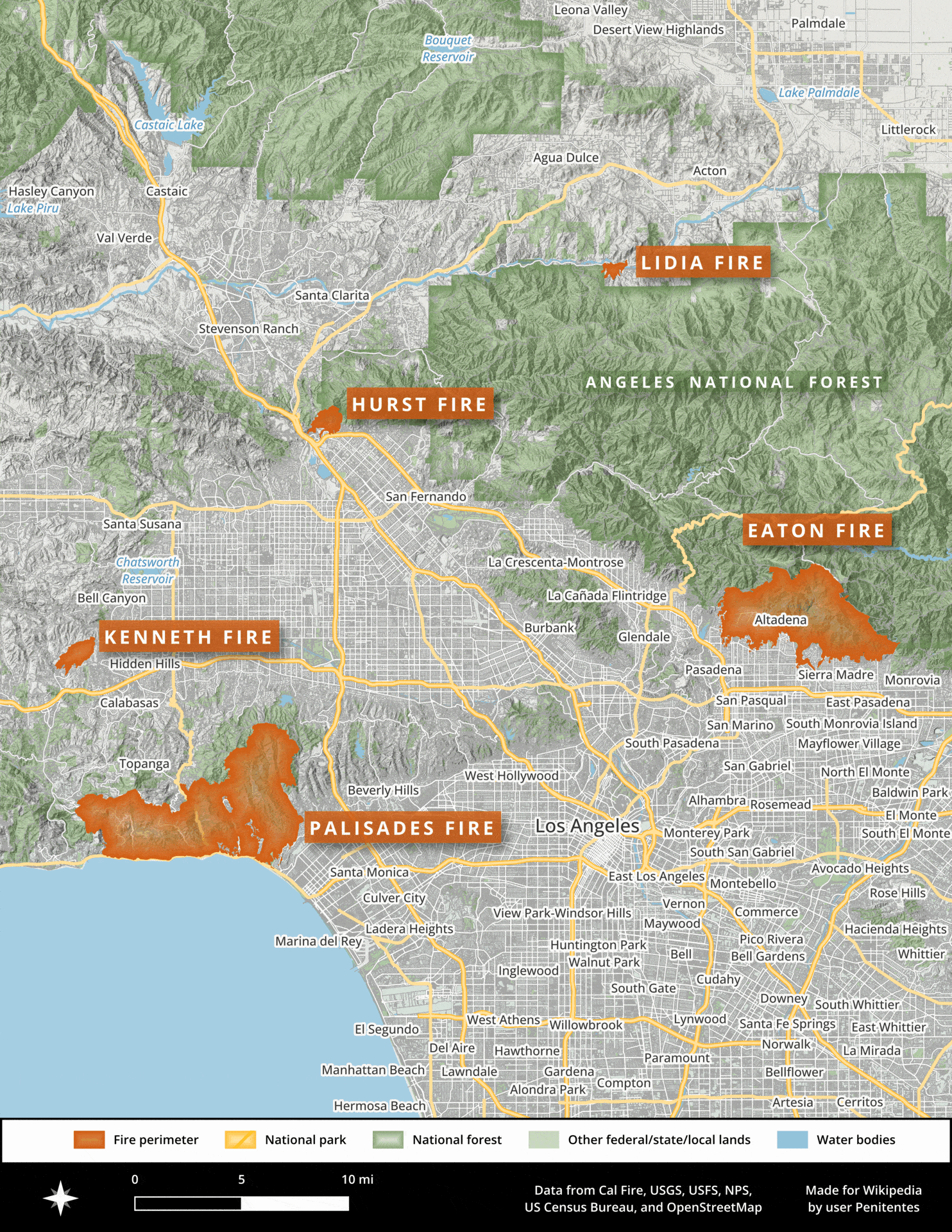
Mapa największych pożarów, które płonęły w hrabstwie Los Angeles w styczniu 2025 r.

### Susza
Jedną z głównych przyczyn tak rozległych pożarów na terenie Kalifornii była długotrwała susza. W niektórych częściach południowej Kalifornii panował najsuchszy okres 9 miesięcy, jaki kiedykolwiek zaobserwowano.

### Wiatr
Rankiem 7 stycznia NWS odnotowało prędkość wiatru wynoszącą 84 mil na godzinę (135 km/h) na Magic Mountain Truck Trail w Santa Clarita, 62 mil na godzinę (100 km/h) w Escondido Kanion i 55 mil na godzinę (89 km/h) na lotnisku Van Nuys.
11 stycznia NWS Los Angeles/Oxnard wydało ostrzeżenie z czerwoną flagą dla większości hrabstw Los Angeles i Ventura, które obowiązuje od godziny 18:00 11 stycznia do godziny 18:00 15 stycznia, w związku z ponownym nasileniem się wiatru w Santa Ana i utrzymują się niską wilgotnością powietrza.
12 stycznia NWS wydało kolejne ostrzeżenie z czerwoną flagą o szczególnie niebezpiecznej sytuacji od 4:00 rano 14 stycznia do 12:00 15 stycznia dla kilku hrabstw Los Angeles i Ventura. To ostrzeżenie było związane z przewidywanymi szkodliwymi porywami wiatru północno-wschodniego i wschodniego o prędkości od 89 do 113 km/h oraz utrzymującą się niską wilgotnością powietrza.

## Ofiary
Według stanu na 31 stycznia 2025 roku w wyniku pożarów odnotowano 28 ofiar śmiertelnych, w tym Davida Lyncha.

## Związek między antropogeniczną zmianą klimatu a pożarami lasów
Badanie przeprowadzone przez World Weather Attribution pokazuje, że pożary nasiliły się z powodu globalnego ocieplenia. Badanie pokazuje, że antropogeniczne ocieplenie zwiększyło ryzyko ekstremalnych warunków pożarowych o około 35%, a intensywność o 6%, podczas gdy pora sucha została wydłużona o około 23 dni. Niewystarczające opady deszczu jesienią w połączeniu z silnymi wiatrami doprowadziły do szybkiego i rozległego rozprzestrzeniania się, a badanie pokazuje potrzebę lepszego przygotowania i długoterminowej adaptacji do klimatu.

## Zniszczenia
Zniszczeniom uległo 16 tys. ha. Luksusowa dzielnica Los Angeles – Pacific Palisades, niemal doszczętnie spłonęła. Straty są szacowane nawet na 250–275 miliardów dolarów.